# 杉原政春
杉原 政春（すぎはら まさはる、? - 安永元年10月29日（1772年11月23日））は、備中国足守藩の家老。山の手杉原家第5代当主。
第4代当主杉原中秀の子。通称は伊織。子に杉原政純、布施信敦、乙部章政、杉原命輔。
享保20年（1735年）に相続して30人扶持を給わる。延享2年（1745年）4月7日に家老見習となり、同4年5月4日に家老本役となって10人扶持を加増される。宝暦2年（1752年）9月7日にも10人扶持を加増される。同5年1月4日、知行300石を給わる。明和5年（1768年）10月21日に御元〆方加役となり、大坂へも数回出向いている。安永元年（1772年）10月29日に病死した。